# Mill Creek (Calfpasture River)
Der Mill Creek (englisch für „Mühlbach“) ist ein kleiner Fluss im Westen des US-Bundesstaats Virginia.
Er entspringt an der Grenze der Countys Augusta und Bath und fließt zunächst in südwestliche Richtung durch das Bath County. Beim Weiler Yost mündet der Little Mill Creek in den Bach. Weiter flussabwärts nahe der Siedlung Hotchkiss ändert sich die Fließrichtung des Mill Creek kurzfristig um 180 Grad nach Nordosten, dann durchquert der Bach Panther Gap Richtung Südosten.
Panther Gap ist ein kurzes Durchbruchstal durch den Mill Mountain, eines der zahlreichen Bergmassive der Appalachen. Neben einer Hauptstraße (gekennzeichnet als Virginia State Route 39 wie auch 42) führt seit Mitte des 19. Jahrhunderts eine Eisenbahnlinie das Tal. Diese von Staunton nach Clifton Forge verlaufende Strecke wird auch von Amtraks Fernverkehrszug Cardinal (New York – Chicago) genutzt.
Bei der Panter Gap erreicht der Mill Creek das Rockbridge County. Nahe der Town Goshen mündet er in den Calfpasture River. Er gehört zum Einzugsgebiet des James River.